# フリーク・ショウ
フリーク・ショウ(Freak Show)は、オーストラリアのロックバンド、シルヴァーチェアーのアルバム。

## 収録曲
1. スレイヴ - Slave
2. フリーク - Freak
3. アビュース・ミー - Abuse Me
4. ライ・トゥ・ミー - Lie to Me
5. ノー・アソシエーション - No Association
6. セメタリー - Cemetery
7. ザ・ドア - The Door
8. ラーン・トゥ・ヘイト - Learn to Hate
9. ポップ・ソング・フォー・アス・リジェクツ - Pop Song for Us Rejects
10. ペトラル&クローリーン - Petrol & Chlorine
11. ローゼズ- Roses
12. ノーバディ・ケイム - Nobody Came
13. ザ・クロージング - The Closing

## 評価
先行シングルの「Freak」とともに全豪1位を獲得するヒットになった。